# Missão de Assistência Regional para as Ilhas Salomão
A Missão de Assistência Regional para as Ilhas Salomão (RAMSI, do inglês: Regional Assistance Mission to Solomon Islands), também conhecido como Operação Helpem Fren é uma força internacional de segurança composta por militares e policiais neozelandeses e australianos, em sua maioria, que foi enviado em julho  de 2003 para restaurar a ordem e autoridade do Estado, a pedido do Governador Geral. Helpem Fren significa "ajudar um amigo" na língua Pijin.
A missão foi criada em 2003 em resposta a um pedido de ajuda internacional pelo Governador-Geral das Ilhas Salomão. E desde então tem participado de missões naquele país. Geralmente as forças tem sido eficazes no restabelecimento da lei e da ordem e na reconstrução das instituições governamentais.  Os principais conflitos das Ilhas Salomão recorrem ao uso da terra e sua divisão feita na época do colonialismo.
Em 1 de julho de 2013, as forças da Austrália, Nova Zelândia, Tonga e Papua Nova Guiné iniciaram uma "reafectação faseada" das Ilhas Salomão depois de ter sido avaliado que a situação de segurança no país tinha estabilizado. As últimas tropas australianas retornaram à Austrália em 1 de agosto de 2013. As ultimas tropas foram retiradas em 2017.